# Томпсон, Хорди
Хо́рди Эдуа́рдо То́мпсон Да́вила (исп. Jordhy Eduardo Thompson Dávila; род. 10 августа 2004, Антофагаста) — чилийский футболист, вингер российского клуба «Оренбург».

## Клубная карьера
Томпсон — воспитанник клуба «Коло-Коло». Дебютировал за основную команду 2 мая 2021 года в матче против «Ньюбленсе», (1:5) выйдя на 69-й минуте вместо Хоана Круса. В своём дебютном сезоне завоевал Кубок Чили, а спустя год выиграл чемпионат. Первый мяч в карьере забил 23 января 2023 года в поединке против «Депортес Копьяпо» (5:2) открыв счёт на 1-й минуте с передачи Маркоса Боладоса.
25 января 2024 года на правах аренды перешёл в российский «Оренбург» до конца сезона 2023/24 с опцией последующего выкупа. 3 июня 2024 года «Оренбург» сообщил о выкупе контракта Томпсона

## Достижения
Клубные
 «Коло-Коло»
- Победитель чилийской Примеры (1) — 2022
- Обладатель Кубка Чили (1) — 2021